# Professor Fielden de Matemática Pura
A Cátedra Fielden de Matemática Pura é um cargo dotado de professor na Escola de Matemática ("School of Mathematics") da Universidade de Manchester, Inglaterra. 
Em 1870 Samuel Fielden, um rico proprietários de moinho de Todmorden, doou £ 150 ao Owens College (como a Universidade de Manchester era então denominada) para o ensino de turmas noturnas e mais £ 3000 para o desenvolvimento das ciências naturais no colégio. A partir de 1877 isto suportou a Fielden Lecturer, tornando-se subsequentemente a Fielden Reader  com os apontamentos de L. J. Mordell em 1922 e então a Fielden Professor em 1923. Alex Wilkie, FRS, foi apontado para o cargo em 2007. Os prévios ocupantes da Fielden Chair (and lectureship) são:
- A. T. Bentley (1876–1880) Lecturer de Matemática Pura
- J. E. A. Steggall (1880–1883) Lecturer de Matemática Pura
- R. F. Gwyther (1883–1907) Lecturer de Matemática Pura
- F. T. Swanwick (1907–1912) Lecturer de Matemática Pura
- H. R. Hasse (1912–1918) Lecturer de Matemática Pura
- George Henry Livens (1920–1922) Lecturer de Matemática[3]
- Louis Mordell (1923–1945)
- Max Newman (1945–1964)
- Frank Adams (1964–1971)
- Ian Macdonald (1972–1976)
- Norman Blackburn (1978–1994)
- Mark Pollicott (1996–2004)
- Alex Wilkie (2007-)

As outras cátedras dotadas de matemática da Universidade de Manchester são a Cátedra Beyer de Matemática Aplicada, a Cátedra Sir Horace Lamb e a Cátedra Richardson de Matemática Aplicada.